# Västra Kärrstorps kyrka
Västra Kärrstorps kyrka är en kyrkobyggnad i Västra Kärrstorp. Den tillhör Svedala församling i Lunds stift.

## Kyrkobyggnaden
Västra Kärrstorps kyrka uppfördes i romansk stil omkring år 1200. Någon gång under 1300-talet till 1500-talet tillkom tornet som har samma höjd som långhuset. På 1400-talet försågs kyrkorummet med valv som dekorerades med kalkmålningar. En genomgripande ombyggnad av kyrkan genomfördes 1863 under ledning av arkitekt Carl Georg Brunius då korsarmar av tegel tillkom. Även kor och sakristia byggdes om.
En restaurering genomfördes 1953 under ledning av domkyrkoarkitekt Eiler Graebe då bland annat nytt altare tillkom, bänkar byggdes om, golven lades om och norra korsarmen inreddes till sakristia.
I sin nuvarande form består kyrkan av långhus med rundat kor i öster. Vid långhusets västra sida finns ett smalare kyrktorn med samma höjd som övriga kyrkan. Korsarmar sträcker sig ut från långhusets norra och södra sidor. Ytterväggarna är vitputsade. Taken är belagda med omålad plåt.

## Inventarier
- Dopfunten i grå konststen är från 1890-talet. Funten är åttkantig och utformad i nygotisk stil. Ovanför dopfunten hänger en förgylld duva.
- Predikstolen av trä är från 1890-talet.
- Altaret är tillverkat 1953 och är murat i huggna sandstenskvadrar. Altarskivan är av samma material.

### Orgel
- 1844 byggde Pehr Lund, Lund en orgel med 5 stämmor.
- 1892 byggde Salomon Molander & Co, Göteborg en orgel med 6 stämmor.
- Den nuvarande orgeln byggdes 1959 av A. Mårtenssons Orgelfabrik AB, Lund och är en pneumatisk orgel. Orgelfasaden är från 1889.

| Huvudverk I     | Svällverk II      | Pedal        | Koppel |
| Rörflöjt 8´     | Gedackt 8'        | Subbas 16´   | I/P    |
| Principal 4'    | Rörflöjt 4'       | Principal 8' | II/P   |
| Gemshorn 2'     | Principal 2'      |              | II/I   |
| Mixtur 2-3 chor | Sifflöjt 1'       |              |        |
|                 | Crescendosvällare |              |        |